# Bisbat d'Oslo
El bisbat d'Oslo (noruec: Oslo Bispedømme ; llatí: Dioecesis Osloensis) és una seu de l'Església catòlica a Noruega, immediatament subjecta a la Santa Seu. Al 2016 tenia 139.407 batejats d'un total de 3.976.435 habitants. Actualment està regida pel bisbe Markus Bernt Eidsvig, C.R.S.A.

## Territori
La diòcesi comprèn tretze comtats de la Noruega meridional.
La seu episcopal és la ciutat d'Oslo, on es troba la catedral de Sant Olaf.
El territori s'estén sobre 154.560km² i està dividit en 25 parròquies, situades a les següents ciutats: Oslo (3), Moss, Askim, Fredrikstad, Halden, Lillestrøm, Hamar, Lillehammer, Hønefoss, Asker og Bærum, Drammen, Tønsberg, Larvik, Porsgrunn, Arendal, Kristiansand, Stavanger, Haugesund i Bergen.

## Història
La diòcesi d'Oslo es va erigir per primera vegada cap el 1070.
El 1104 va esdevenir sufragània de l'arxidiòcesi de Lund.
El 1153 va passar a formar part de la província eclesiàstica de l'arxidiòcesi de Nidaros.
El darrer bisbe catòlic, Hans Rev, es va incorporar a la Reforma protestant el 1527 i la diòcesi va ser suprimida de facto.
El 7 d'agost de 1868 es va erigir la missió sui iuris de Noruega, prenent el seu territori del vicariat apostòlic de Suècia (avui diòcesi d'Estocolm).
El 17 d'agost de 1869 la missió sui iuris fou elevada a prefectura apostòlica amb la breu Ecclesiae universae del papa Pius IX.
L'11 de març de 1892 la prefectura apostòlica va ser elevada a vicariat apostòlic amb el breu Quum Nobis del papa Lleó XIII.
L'1 de juny de 1913, en virtut del decret Septentrionum insulas de la Sagrada Congregació per a la Propagació de la Fe, les illes Spitsbergen, fins aleshores alienes a qualsevol jurisdicció eclesiàstica perquè estaven deshabitades, van ser annexionades al vicariat apostòlic, que va prendre el nom de vicariat apostòlic de Noruega i de Spitsbergen; aquesta denominació es va mantenir fins al 15 de desembre de 1925, quan es va restablir la denominació anterior.
Els dies 7 i 8 d'abril de 1931 va cedir porcions del seu territori en benefici de l'erecció de les missions sui iuris del centre de Noruega (avui la prelatura territorial de Trondheim) i del nord de Noruega (avui la prelatura territorial de Tromsø). Per tant, el 10 del mateix mes va assumir el nom de vicariat apostòlic d'Oslo.
El 29 de juny de 1953, el vicariat apostòlic va ser elevat a diòcesi amb la butlla Faustum profecto del papa Pius XII.

## Cronologia episcopal

### Bisbes previs a la Reforma
- Asgaut † (? - 1073 mort)
- Thorolf †
- Aslak †
- Gerhard †
- Koll Torkelsson † (abans del 1100 - després del 1130)
- Peter †
- Vilhelm † (? - 1157 mort)
- Torsteinn † (1157/1158 - vers 1169 mort)
- Helge † (1170 - 1190 mort)
- Nikolas Arnesson † (1190 - 9 de maig de 1225 mort)
- Orm (Ottar) † (1226 - 1244 mort)
- Torkell † (vers 1245 - 1248 mort)
- Håkon † (1248 - 1265 nomenat arquebisbe de Nidaros)
- Andreas † (1267 - 1287 mort)
- Eyvind † (1288 - 1303 mort)
- Helge † (1304 - 1322 mort)
- Salomon Toraldson † (1322 - 1351 mort)
- Sigfrid, O.P. † (13 d'agost de 1352 - 1358 mort)
- Hallvard Bjørnarsson † (23 d'octubre de 1359 - vers 1371 mort)
- Jon † (27 d'octubre de 1372 - de setembre de 1385 mort)
- Eystein Aslaksson † (11 d'abril de 1386 - després del 25 de febrer de 1407 mort)
- Jakob Knutson † (10 de setembre de 1407 - vers 1420 mort)
- Jens Jakobssøn † (8 de juliol de 1420 - 1453 mort)
- Gunnar Tjostulvsson Holk † (20 de juny de 1453 - 1482 mort)
- Nils Audensson Kalib † (27 d'agost de 1483 - 1489 mort)
- Herlog Vigleiksson Korning † (de juliol de 1489 - després del 29 de maig de 1505 mort)
- Anders Mus † (24 d'octubre de 1505 - 1521 renuncià)
- Hans Mule † (1521 - 24 de setembre de 1524 mort)
- Hans Rev † (1525 - 1527 deposat)

### Bisbes posteriors a la Reforma
- Bernard Bernard † (5 d'abril de 1869 - 1887 renuncià)
- Johannes Baptiste Olaf Fallize † (6 de febrer de 1887 - 21 de juny de 1922 jubilat)
- Johannes Hendrik Olav Smit † (11 d'abril de 1922 - 11 d'octubre de 1928 nomenat funcionari de la Cúria pontifícia) 
  - Olaf Offerdahl † (11 d'octubre de 1928 - 12 de març de 1930 nomenat vicari apostòlic) (administrador apostòlic)
- Olaf Offerdahl † (12 de març de 1930 - 7 d'octubre de 1930 mort)
- Jacques Mangers, S.M. † (12 de juliol de 1932 - 25 de novembre de 1964 jubilat)
- John Willem Nicolaysen Gran, O.C.S.O. † (25 de novembre de 1964 - 26 de novembre de 1983 renuncià)
- Gerhard Schwenzer, SS.CC. (26 de novembre de 1983 - 29 de juliol de 2005 renuncià)
- Markus Bernt Eidsvig, C.R.S.A., des del 29 de juliol de 2005

## Estadístiques
A finals del 2016, la diòcesi tenia 139.407 batejats sobre una població de 3.976.435 persones, equivalent al 3,5% del total.
| any  | població | població  | població | sacerdots | sacerdots       | sacerdots       | sacerdots             | diaques | religiosos | religiosos | parroquies |
| ---- | -------- | --------- | -------- | --------- | --------------- | --------------- | --------------------- | ------- | ---------- | ---------- | ---------- |
| any  | batejats | total     | %        | total     | clergat secular | clergat regular | batejats por sacerdot | diaques | homes      | dones      |            |
| 1950 | 3.810    | 2.264.000 | 0,2      | 36        | 21              | 15              | 105                   |         | 12         | 483        | 15         |
| 1970 | 8.319    | 2.808.401 | 0,3      | 50        | 22              | 28              | 166                   |         | 30         | 385        | 17         |
| 1980 | 12.582   | 3.007.000 | 0,4      | 51        | 21              | 30              | 246                   |         | 31         | 301        | 17         |
| 1990 | 30.095   | 3.157.269 | 1,0      | 44        | 14              | 30              | 683                   |         | 35         | 216        | 18         |
| 1999 | 40.565   | 3.600.000 | 1,1      | 42        | 19              | 23              | 965                   | 3       | 32         | 166        | 20         |
| 2000 | 43.980   | 3.236.121 | 1,4      | 52        | 22              | 30              | 845                   | 3       | 39         | 153        | 20         |
| 2001 | 47.680   | 3.410.000 | 1,4      | 53        | 25              | 28              | 899                   | 3       | 35         | 144        | 20         |
| 2002 | 48.514   | 3.423.428 | 1,4      | 50        | 23              | 27              | 970                   | 3       | 34         | 135        | 20         |
| 2003 | 49.595   | 3.449.286 | 1,4      | 51        | 23              | 28              | 972                   | 3       | 37         | 128        | 20         |
| 2004 | 51.305   | 3.449.286 | 1,5      | 55        | 21              | 34              | 932                   | 3       | 39         | 132        | 20         |
| 2010 | 74.368   | 3.669.663 | 2,0      | 61        | 34              | 27              | 1.219                 | 2       | 29         | 101        | 23         |
| 2013 | 118.247  | 3.880.110 | 3,0      | 66        | 35              | 31              | 1.791                 | 5       | 34         | 83         | 25         |
| 2016 | 139.407  | 3.976.435 | 3,5      | 96        | 68              | 28              | 1.452                 | 5       | 31         | 75         | 25         |